# Mezquita de Mərdinli
Mezquita de Mərdinli (en azerí: Mərdinli məscidi), es una mezquita destruida ubicada en Shusha, Azerbaiyán. Se encuentra a unos 350 km de Bakú, la capital de Azerbaiyán. La mezquita estaba ubicada en el barrio Mərdinli de Shusha. La mezquita de Mərdinli fue una de las 17 mezquitas que funcionaban en Shusha a finales del siglo XIX. La mezquita estaba ubicada en la Reserva Histórica y Arquitectónica del Estado de Shusha, declarada Patrimonio de la Humanidad.
La mezquita fue destruida después de la ocupación de Shusha por las fuerzas armenias en 1992.